# Donal McCann
Pour les articles homonymes, voir McCann.
Donal McCann (7 mai 1943 - 17 juillet 1999) est un acteur irlandais connu pour ses rôles dans les œuvres de Brian Friel et pour son rôle principal dans Gens de Dublin de John Huston. Il meurt d'un cancer du pancréas à l'âge de 56 ans.

## Filmographie

### Cinéma

#### Longs-métrages
- 1966 : Le Prince Donegal (The Fighting Prince of Donegal) de Michael O'Herlihy : Sean O'Toole
- 1969 : Davey des grands chemins (Sinful Davey) de John Huston : Sir James Campbell
- 1973 : Le Piège (The MacKintosh Man) de John Huston : le premier pompier
- 1975 : Philadelphia, Here I Come! (en) de John Quested (en) : Gar, en public
- 1978 : Poitín de Bob Quinn (en) : Labhrás
- 1982 : Angel de Neil Jordan : Bonner
- 1984 : Reflections (en) de Kevin Billington : Edward Lawless
- 1984 : Cal de Pat O'Connor : Shamie
- 1984 : Summer Lightning de Paul Joyce : le docteur Lestrange
- 1985 : Mr. Love (en) de Roy Battersby (en) : Leo
- 1985 : Out of Africa - Souvenirs d'Afrique (Out of Africa) de Sydney Pollack : le docteur
- 1986 : Rawhead Rex, le monstre de la lande de George Pavlou : Tom Garron
- 1987 : Budawanny de Bob Quinn (en) : le prêtre
- 1987 : Gens de Dublin (The Dead) de John Huston : Gabriel Conroy
- 1988 : High Spirits de Neil Jordan : Eamon
- 1991 : December Bride (en) de Thaddeus O'Sullivan : Hamilton Echlin
- 1991 : L'Étrangère (The Miracle) de Neil Jordan : Sam
- 1992 : The Bargain shop de Johnny Gogan : voix du narrateur
- 1994 : The Bishop's Story de Bob Quinn (en) : le prêtre
- 1995 : Les Péchés mortels (Innocent Lies) de Patrick Dewolf : Joe Green (non-crédité)
- 1996 : Beauté volée (Stealing Beauty) de Bernardo Bertolucci : Ian
- 1997 : Le Baiser du serpent (The Serpent's Kiss) de Philippe Rousselot : le physicien
- 1998 : Le Neveu (The Nephew (en)) de Eugene Brady : Tony Egan
- 1998 : Illuminata de John Turturro : Pallenchio

#### Court-métrage
- 1990 : Saints and Scholars de Eamonn Manning : le père Ryan

### Télévision

#### Films
- 1972 : Miss Julie de John Glenister et Robin Phillips (en) : Jean
- 1974 : The Playboy of the western world de Alan Gibson : Shawn Keogh
- 1979 : Le Dernier Contrat (The Hard Way) de Michael Dryhurst : Ryan
- 1982: The Lost hour de Seán Cotter : sergent Moran
- 1983 : The Key de Tony Barry : sergent Moran
- 1984 : Access to the children de Tony Barry : Malcolmson
- 1990 : The Invastigation : Inside a terrorist bombing de Michael Beckham : N